# جلبان رخو الأزهار
الجلبان رخو الأزهار (باللاتينية: Lathyrus laxiflorus) نوع نباتي من جنس الجلبان ينتمي إلى الفصيلة البقولية.

## الموئل والانتشار
موطنه بلاد الشام وتركيا والبلقان والقوقاز.

## مرادفات للاسم العلمي
- (باللاتينية: Lathyrus inermis Friv.)
- (باللاتينية: Lathyrus laxiflorus subsp. laxiflorus)
- (باللاتينية: Orobus hirsutus L.)
- (باللاتينية: Orobus laxiflorus Desf.)